# Рёль (Франция)
Рёль (фр. Rœulx, [ʁø]) — коммуна во Франции, регион О-де-Франс, департамент Нор, округ Валансьен, кантон Денен. Расположена в 15 км к юго-западу от Валансьена и в 45 км к юго-востоку от Лилля, в 3 км от автомагистрали А21 "Рокада Миньер". На востоке коммуны находится железнодорожная станция Лурш линий Валансьен-Лурш и Бюзиньи-Сомен.
Население (2014) — 3 830 человек.

## Экономика
Структура занятости населения:
- сельское хозяйство — 0,0 %
- промышленность — 8,2 %
- строительство — 12,6 %
- торговля, транспорт и сфера услуг — 27,2 %
- государственные и муниципальные службы — 52,1 %

Уровень безработицы (2017) — 22,7 % (Франция в целом — 13,4 %, департамент Нор — 17,6 %). 

Среднегодовой доход на 1 человека, евро (2017) — 17 390 (Франция в целом — 21 110, департамент Нор — 19 490).

## Демография
Динамика численности населения, чел.

## Администрация
Пост мэра Рёля с 2014 года занимает коммунист Шарль Лемуэн (Charles Lemoine). На муниципальных выборах 2020 года возглавляемый им список коммунистов был единственным.
| Период | Период | Фамилия      | Партия                  | Примечания                            |
| ------ | ------ | ------------ | ----------------------- | ------------------------------------- |
| 1965   | 1983   | Жюль Вангель | Коммунистическая партия | член Генерального совета департамента |
| 1984   | 1989   | Жан Карсель  |                         |                                       |
| 1989   | 2014   | Альбер Депре | Коммунистическая партия | член Генерального совета департамента |
| 2014   |        | Шарль Лемуэн | Коммунистическая партия |                                       |